# 司馬相如
司馬相如（前179年—前117年），本名犬子，因慕藺相如之人，故更名相如，字長卿（藺相如官至上卿），蜀郡（今四川省）成都人，一说为四川蓬安县人。西汉辞赋家、政治家、文學家。其代表作品为《子虚赋》、《上林赋》。作品词藻富丽，结构宏大，使他成为汉赋的代表作家，後人稱之為賦聖。他与卓文君的私奔也广为流传。

## 生平
司马相如少年时喜爱读书与剑术，因崇敬战国蔺相如，遂改名相如。汉景帝时，任武骑常侍。景帝不好辞赋，梁孝王劉武来朝，司马相如才得以结交邹阳、枚乘、莊忌等辞赋家。后来他因病退职，前往梁地与这些作家相交数年，期间作《子虚赋》。

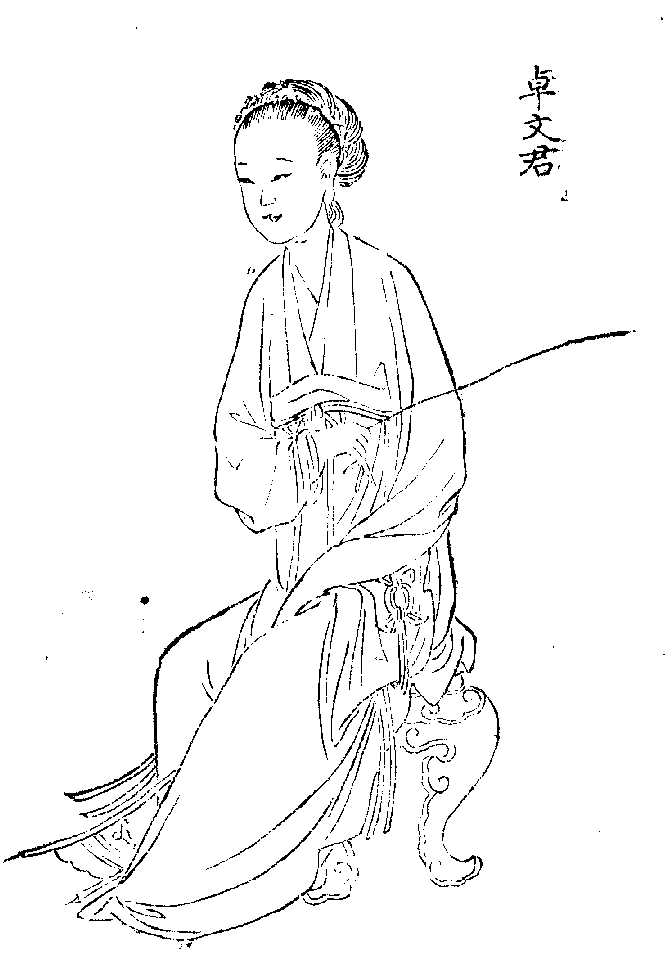
卓文君畫像，取自清陸昶輯《歷朝名媛詩詞》十二卷，乾隆三十八年（一七七二年）紅樹樓刻本。

梁孝王卒，他回到故里，投靠臨邛令。這段期間發生了「琴挑文君」的故事。在司马相如到了当地后，县太守每日必访，而司马相如起初还和县太守相见，但几日之后不管县太守怎样提议相见，他却始终不许。这样的‘奇闻’在小小的县城迅速地传开了，县城内有兩位靠炼铁致富的富豪，其中有全国首富卓王孙。两富豪在家里大摆宴席聘请司马相如，但是司马相如拒绝。两位富豪感到面子上过不去，这时，县太守主动提出去邀请司马相如，而司马相如則很勉强的来了。司马相如到了宴席上，風采自然奪目。司马相如本人有口吃，但琴弹得非常好，县太守主动给司马相如递上一把琴要其弹奏一曲，这曲《凤求凰》更曾令宾客大为赞叹，卓王孙之女卓文君也躲在後面偷聽。卓文君早就对司马相如有所耳闻，而这次宾宴更是使其对司马相如心动。另一方面，司马相如在宴席结束后，他马上花重金收买了卓文君的贴身丫鬟，让她转达司马相如对卓文君的爱慕。卓文君马上奔赴到司马相如所住的驿站，司马相如见卓文君到来也立即带着她连夜回到百里之外的老家成都。卓王孙大怒，不分一钱，相如夫妇家徒四壁，以卖酒为生。后卓王孙转变，司马相如才得以和卓文君返回成都，成为富人。
后《子虚赋》被汉武帝读到，非常惊叹，犬監官楊得意剛好是相如的同鄉，於是報出了相如的名號，皇上召相如问之，相如作《上林赋》。《子虚赋》和《上林赋》是汉赋的顶峰作品，其铺陈的描写达到了极致，显示出高度的修辞技巧，但是这也正是缺点所在，使得文章呆板凝重。另外在该赋的用意上尽管有些人认为作者是为了劝谏汉武帝，这两篇赋的结尾也有諷喻之辞，但是赋中的描写渲染了奢侈的帝王生活，极大满足了汉武帝的虚荣心。
几年后，唐蒙通夜郎，因滥用民力，引起蜀地民众惊恐。汉武帝令司马相如责之，并安抚民众。于是司马相如作《喻巴蜀檄》。随后汉武帝又派司马相如出使西南夷。其後相如被任命为中郎将，令持节出使，拢络西南夷，但不久被人告發涉嫌受贿，遂遭免官。岁余，被重新启用，仍为郎官。死后遗下《封禅书》勸汉武帝进行封禅。
司馬相如患有消渴症，也就是今日所謂的糖尿病。
《汉书·艺文志》载司马相如有赋29篇，今存《子虚赋》、《上林赋》、《大人賦》、《长门赋》、《美人賦》、《哀二世賦》六篇，其中《长门赋》与《美人赋》的作者仍有争论。鲁迅称其“不师故辙，自摅妙才，广博宏丽，卓绝汉代”。后人辑有《司马文园集》。
近人谭兴国《巴蜀文学史稿》有详细评价。他认为相如的赋集中反映了中华历史上第一个盛世的辉煌。它是时代的产物，同时也体现了民族统一富强的追求。对他晚年遗著《封禅书》也应作如是观。汉武帝晚年的封禅活动，主要是显示中央集权国家的力量，有利于国家的统一，不能一概否定。

## 主要作品
- 《子虚赋》
- 《上林赋》
- 《长门赋》（真伪有争议）

## 評價
曾國藩《曾國藩家訓‧同治元年五月十四日》：余觀漢人詞章未有不精於小學訓詁者，如相如、子雲、孟堅，於小學皆專箸一書，《文選》於此三人之文箸錄最多。余於古文志在效法此三人幷司馬遷、韓愈五家。以此五家之文，精於小學訓詁，不妄下一字也。

## 延伸阅读
[在维基数据编辑]
 在维基文库阅读此作者作品
 《史記/卷117》，出自司馬遷《史記》
 《漢書/卷057上》，出自班固《漢書》
 《漢書/卷057下》，出自班固《漢書》